# Сэврэй

 Сэврэй  (монг. Сэврэй?, ᠰᠡᠪᠡᠷᠡᠢ?, монг. Сэврэй сум?, ᠰᠡᠪᠡᠷᠡᠢ
ᠰᠤᠮᠤ?) — сомон монгольского аймака Умнеговь (Южно-Гобийского аймака). Центр сомона — Сайншанд — находится в 828 км от столицы страны Улан-Батора.
Площадь сомона составляет 8 тыс. кв. км. На территории находятся горы Хатад, Сэврэй (2631 м), хребет Баянбора (2100м), Дулаан, Халзан; песчаные барханы протяжённостью 100 км. Сомон богат запасами золота, каменного угля, драгоценных камней, химического и строительного сырья. 
На территории сомона много солёных озёр. Животный мир представлен волками, лисами, манулами, куланами, горными баранами, дикими козами и перелётными птицами. По данным на 2010 год в сомоне насчитывается 88 834 голов скота.  
Климат резко континентальный. Средняя температура января — –16°C, июля — +22-24°C. За год в среднем выпадает до 100-180 мм осадков. 
Население на 2011 год — 2 088 человек. На территории сомона имеются туристические базы, школа, больницы, музеи.